# Kornél Antal
Kornél Vilmos Antal de Felsögellér (Boedapest, 19 april 1917 - Leiden, 1 april 2003) was een Hongaars-Nederlands jurist en raadsheer in de Hoge Raad der Nederlanden.
Antal, kleinzoon van de Hongaarse hoogleraar en parlementariër prof. C. Antal de Felsögellér en diens echtgenote Adele Sophia Cordelia Opzoomer (ook bekend onder haar schrijverspseudoniem A.S.C. Wallis), studeerde rechten aan de Universiteit Leiden van 1936 tot 1940. Na zijn studie, tijdens de oorlog, werd hij belastingconsulent te Den Haag; in 1947 werd hij benoemd tot lector belastingrecht aan zijn alma mater, waar hij op 12 december van dat jaar zijn oratie hield getiteld Eenvoud in het belastingrecht in Nederland. Op 5 oktober 1955 promoveerde hij daar op het proefschrift Enkele beschouwingen over de waardering van het incourante aandeel voor de Wet op de Vermogensbelasting 1892 en de Successiewet; promotor was Geert de Grooth. Het jaar erop werd hij benoemd tot hoogleraar aan de Universiteit Leiden met als leeropdracht het belastingrecht; zijn oratie, uitgesproken op 8 juni 1956, was getiteld Enkele beschouwingen over het interpreteren door de belastingrechter. Hij was nauw betrokken bij de oprichting van de afdeling belastingrecht aan de Leidse rechtenfaculteit in 1965.
Op 1 december 1974 werd Antal door de Hoge Raad als eerste op de aanbeveling voor benoeming geplaatst, ter vervulling van een vacature die was ontstaan door het pensioen van Brugt Kazemier en de benoeming van Cornelis de Meijere tot vicepresident. De Tweede Kamer nam deze aanbeveling over (maar verplaatste Anja van den Blink van de zesde naar de tweede plaats) en de benoeming volgde op 17 februari 1975. Op 1 december 1981 werd aan Antal op eigen verzoek ontslag verleend; hij werd als raadsheer opgevolgd door Bob Baardman.
Antal de Felsögellér overleed in 2003 op 86-jarige leeftijd.